# روباه پرنده کرولین
روباه پرنده کرولین (نام علمی: Pteropus molossinus) نام یک گونه از سرده روباه پرنده است.